# الانتخابات المحلية في الإدارة الذاتية لشمال وشرق سوريا 2015
جرت في منطقة الإدارة الذاتية لشمال وشرق سوريا المتمتعة، بحكم الواقع، بالحكم الذاتي، أول انتخابات محلية يوم الجمعة، 13 آذار / مارس 2015. وكان من المقرر انتخاب الحكومات البلدية في الكانتونات الثلاثة ذات الغالبية الكردية، وهي: الجزيرة وكوباني وعفرين.

## الانتخابات
في الجزيرة، تم افتتاح 160 مركز اقتراع، ووفقًا لمفوضية الإدارة الذاتية للانتخابات، تقدم 565 مرشحًا للمجالس البلدية في المالكية والمعبدة والقحطانية وشرق وغرب القامشلي وعامودا والدرباسية والحسكة ورأس العين وأبو راسين. من بين المرشحين، 237 من النساء، وبغض النظر عن الأغلبية الكردية، فإن 39 مرشحًا يشيرون إلى أنفسهم على أنهم سريانيون/آشوريون/كلدانيون، و28 عربيًا وشيشانيا واحدا ترشحوا للانتخابات. في تل تمر، كان لا بد من تأجيل الانتخابات لأن قوات الدولة الإسلامية في العراق والشام (داعش) هاجمت المدينة بقذائف الهاون.
لا توجد نتائج متاحة في الإنترنت.

## ردود الفعل
قاطع المجلس الوطني الكُردي الانتخابات، وانتقد متحدث باسم حكومة إقليم كردستان العراق الانتخابات باعتبارها تتعارض مع اتفاق دهوك. من جهة أخرى أعلن وزير الإعلام السوري عمران الزغبي أن حكومته تنظر في الاعتراف بالحكم الذاتي الكردي «ضمن القانون والدستور».